# الحفاظ على اللغة

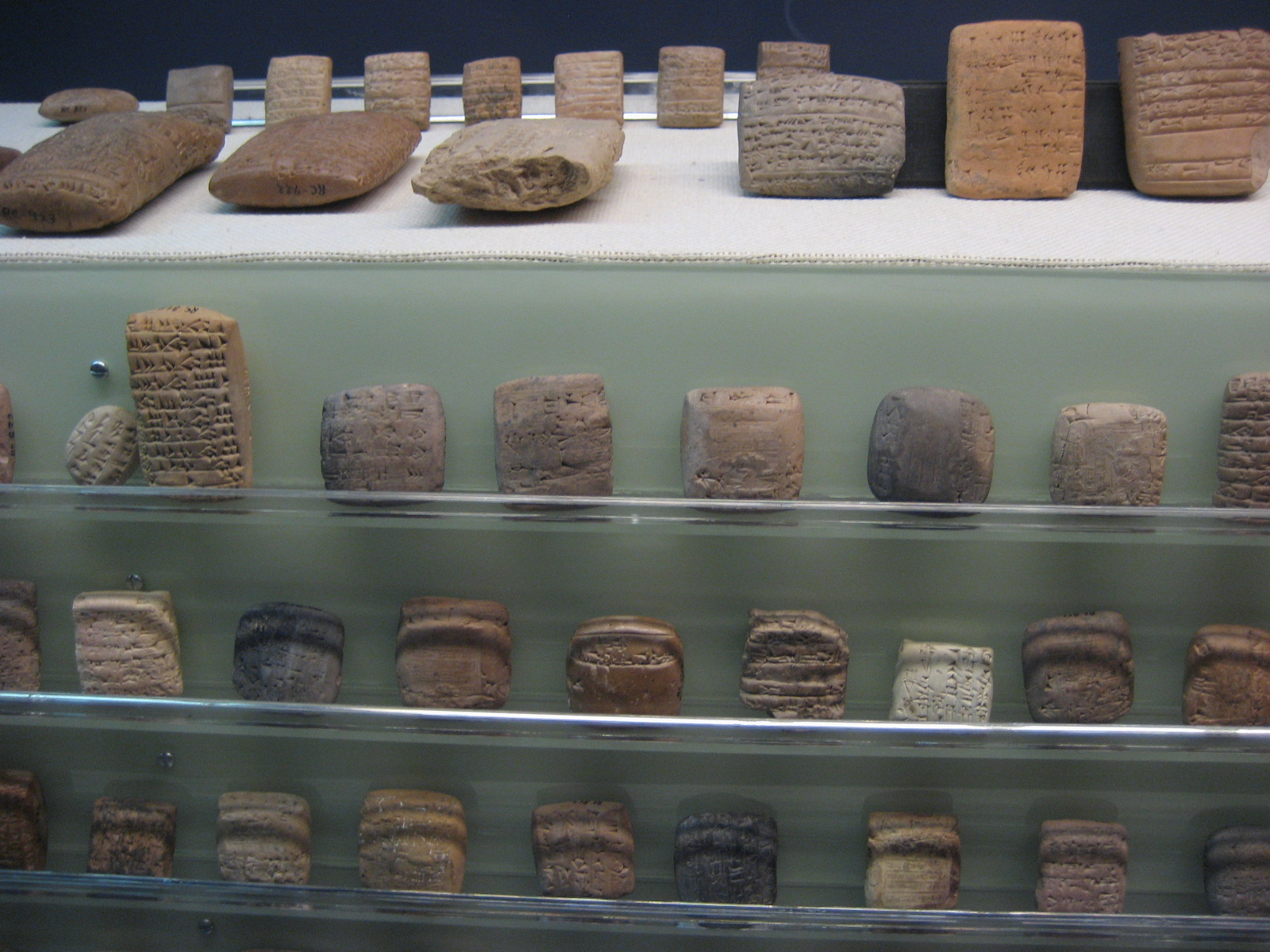
ألواح مسمارية محفوظة في متحف.

الحفاظ على اللغة (بلانجليزية:Language preservation) محاولة لمنع اللغات من أن تصبح غير معروفة. تتعرض اللغة لخطر الضياع عندما لا يتم تدريسها للأجيال الشابة، بينما يموت المتحدثون بها بطلاقة (عادة كبار السن).

## أساس
اللغة جزء مهم من أي مجتمع، لأنها تمكن الناس من التواصل والتعبير عن أنفسهم. عندما تموت اللغة، تفقد الأجيال القادمة جزءًا حيويًا من الثقافة الضروري لفهمها تمامًا. هذا يجعل اللغة جانبًا ضعيفًا للتراث الثقافي، ويصبح من المهم بشكل خاص الحفاظ عليه. وفقًا لمنظمة الأمم المتحدة للتربية والعلم والثقافة (اليونسكو)، من الحقائق المنشورة في «أطلس اللغات المعرضة لخطر الاختفاء»، هناك ما يقدر بنحو 7000 لغة يتم التحدث بها في جميع أنحاء العالم اليوم، ويتحدث نصف سكان العالم اللغات الثمانية الأكثر انتشارا.
يقال إن أكثر من 3000 لغة يتحدث بها أقل من 10000 شخص لكل منها. اثنولوج، وهو عمل مرجعي نشرته اس اي ال الالدولية، قام بفهرسة اللغات الحية المعروفة في العالم، ويقدر أن 417 لغة على وشك الانقراض. حماية اللغة هي حماية التراث الثقافي، كما يقول كارل فون هابسبورغ، رئيس بلو شيلد الدولية. «اليوم، في المتوسط، نفقد لغة واحدة في العالم كل ستة أسابيع. هناك ما يقرب من 6800 لغة. لكن أربعة بالمائة من السكان يتحدثون 96 بالمائة من اللغات، و 96 بالمائة من السكان يتحدثون أربعة بالمائة من اللغات. هؤلاء الأربعة في المائة يتحدثون بها مجموعات لغوية كبيرة، وبالتالي فهم ليسوا في خطر. لكن 96٪ من اللغات التي نعرفها معرضة للخطر بشكل أو بآخر. عليك أن تعاملهم مثل الأنواع المنقرضة.» 

## أسباب تعرض اللغة للخطر أو الانقراض
هناك عوامل مختلفة يمكن أن تعرض اللغة لخطر الانقراض. أحدهما عندما لا يتم تدريس اللغة لأطفال المجتمع، أو على الأقل لعدد كبير من الأطفال. في هذه الحالات، يكون المتحدثون المتبقون للغة بطلاقة هم عمومًا الأعضاء الأكبر سنًا في المجتمع، وعندما ينتقلون، تختفي اللغة معهم.
لا يكفي المتحدثون الأطفال لضمان بقاء اللغة. إذا تم نقل الأطفال الذين يتحدثون اللغة إلى منطقة أخرى حيث لا يتم التحدث بها، فإنها تصبح معرضة للخطر. يمكن للاضطرابات السياسية والعسكرية أن تعرض لغة ما للخطر.  عندما يُجبر الناس على مغادرة منازلهم إلى أراضٍ جديدة، قد يضطرون إلى تعلم لغة المنطقة الجديدة للتكيف، وينتهي بهم الأمر بفقدان لغتهم. وبالمثل، عندما يتم غزو بلد أو إقليم بنجاح، قد يضطر السكان إلى تعلم لغة الغزاة.
يمكن أيضًا أن ترتبط اللغة بطبقة اجتماعية أقل.  في هذه الحالة، سيشجع الآباء أطفالهم على استخدام اللغة المستخدمة في كثير من الأحيان في المجتمع لإبعاد أنفسهم عن الطبقة الدنيا المتصورة. في غضون جيل أو جيلين من هذا الحدوث، يمكن بسهولة فقدان اللغة.

## أهمية الحفظ
عندما تموت لغة ما، فإن المعرفة والقدرة على فهم الثقافة التي تحدث بها تكون مهددة لأن التعاليم والعادات والتقاليد الشفهية والمعرفة الموروثة الأخرى لم تعد تنتقل بين الناطقين بها. مع موت كل لغة، يفقد العلم في اللغويات والأنثروبولوجيا وعصور ما قبل التاريخ وعلم النفس بعض التنوع في مصادر البيانات.

## طرق للحفاظ على اللغة
هناك أفكار مختلفة حول أفضل الطرق للحفاظ على اللغة. تتمثل إحدى الطرق في تشجيع الأجيال الشابة على التحدث باللغة أثناء نموهم، حتى يعلموا أطفالهم اللغة أيضًا. في كثير من الحالات، يكون هذا الخيار شبه مستحيل. غالبًا ما تكون هناك العديد من العوامل التي تعرض اللغة للخطر، ومن المستحيل التحكم في كل من هذه العوامل لضمان بقائها.
يمكن استخدام الإنترنت لزيادة الوعي بقضايا انقراض اللغة والحفاظ عليها. يمكن استخدامه للترجمة والفهرسة والتخزين وتوفير المعلومات والوصول إلى اللغات. يمكن استخدام التقنيات الجديدة مثل البودكاست للحفاظ على النسخ المنطوقة للغات، ويمكن أن تحافظ المستندات المكتوبة على معلومات حول الأدب الأصلي واللغويات الخاصة باللغات.
يقدر مزود الإنترنت الدولي ذير سيغن أن 65-70٪ من جميع محتويات الإنترنت باللغة الإنجليزية.
استخدام الوثائق المكتوبة للحفاظ على المعلومات حول الأدب واللغويات المحلية لا يخلو أيضًا من مشاكل محتملة. فقط لأن اللغة مكتوبة، فهذا لا يعني أنها ستبقى على قيد الحياة. المعلومات المكتوبة في شكل كتاب أو مخطوطة تخضع لقضايا الحمض ومشاكل الربط ومشاكل المراقبة البيئية والمخاوف الأمنية.
يمكن أيضًا استخدام التكنولوجيا للحفاظ على تكامل الإصدارات المنطوقة من اللغات. يمكن استخدام العديد من نفس الأساليب المستخدمة في تسجيل التاريخ الشفوي للحفاظ على اللغات المنطوقة. يمكن للمحافظين على البيئة استخدام التسجيلات الصوتية من بكرة إلى بكرة، جنبًا إلى جنب مع تسجيلات الفيديو، والتقنيات الجديدة مثل البودكاست لتسجيل الحسابات المنطوقة للغات. التكنولوجيا هي أيضا عرضة للتكنولوجيا الجديدة. ستفشل جهود الحفظ في حالة فقد تقنية الاستماع إلى أو مشاهدة وسائط معينة مثل تسجيلات الأشرطة الصوتية أو أشرطة الفيديو.
نشرت إدارة الأمريكيين الأصليين «الدليل المرجعي لإنشاء المحفوظات والمستودعات»، والذي يشرح سبب أهمية مستودعات اللغة لجهود الحفاظ على اللغة على المدى الطويل. يقدم الدليل نصائح عملية حول ما يجب الحفاظ عليه ولماذا؛ يشرح ماهية مستودع اللغة، وكيفية بناءه، والتكاليف المترتبة عليه؛ ويسرد الموارد الأخرى لإنشاء أرشيف ومستودع.